# Пинокио
Пинокио је измишљени лик и главни лик дечјег романа Карла Колодија Пинокиове авантуре (1883). Мајстор Ђепето га је исклесао из дрвета, он је створен као дрвена лутка, али цео живот је сањао да постане прави дечак. Он је лик који је склон лагању и преправљању прича из разних разлога. Прича се појавила у бројним адаптацијама, а Пинокио је један од најважнијих ликова дечје књижевности.

## Радња приче и карактеристике лика
Пинокио је познат по свом малом носу који порасте сваки пут када слаже или када је под стресом. Одећа му је направљена од цветног папира, ципеле су му направљене од дрвета, а капа од хлеба. Пинокио је у оригиналној причи приказан као мрско дериште и себична особа.
Пинокио је сасвим случајно дошао на свет, захваљујући пре свега столару Антонију и мајстору Ђепету. Први је зажелео да од обичне цепанице направи ногу за сто, а други је хтео да издеља дрвеног лутка. Због те цепанице, због оног што је цепаница рекла и учинила, два пута су се пријатељи потукли и толико пута заклели на вечно пријатељство.
Још и пре свог рођења, као наизглед обична цепаница, Пинокио је умео да направи доста неприлика онима који су имали посла с њим. Толико је уплашио мајстора, столара Антонија, да је обично црвени врх његовог носа постао тамноплав, а лице му се издужило. Затим је изазвао свађу између Антонија и његовог колеге и пријатеља Ђепета. Ђепето још није ни стигао да од цепанице који је добио на дар од Антонија издеље главу, а Пинокио је већ почео да прави смешне гримасе и да му плази језик. Тек што је овом човечуљку направио ноге, Ђепето је добио ногом ударац по носу, а дрвени несташко је изјурио на улицу. Пинокијевих несташлука је било доста.
Чак и све добре намере завршавају се сасвим супротним резултатом. Дирнут тиме што је Ђепето продао свој једини капут, како би му купио буквар, Пинокио машта како ће учити, затим наћи посао, зарадити много новца и купити свом оцу капут, нов, али само што је чуо за представу луткарског позоришта, заборавља на све своје планове, и мења буквар за улазницу.
Упада у незгоде, неприлике. Тако живот покушава да научи несносног дечака, али он веома споро учи и тешко извлачи лекције из оног што му се догађа. Упадајући у нове неприлике, Пинокио се увек присети свог сиротог оца, и како је леп живот под његовим кровом. а онда поново заборави на своје кајање, и упушта се у нове авантуре. Добра вила је обећала Пинокију да ће постати човек, ако заслужи. А да би заслужио, трба да постане "добар дечак" - да учи, да престане лагати.
Пинокио има много мана, али и добро срце, па и сналажљивост. Доспевши у трбух ајкуле, Пинокио налази тамо свог оца и спасава га из заточеништва у ајкулином стомаку. Пинокио се претворио у паметног, лепог дечака с кестењастом косом и плавим очима, веселог, радосног лица.

## Популарна култура
- Пинокио (1940) — Дизнијева адаптација, Волт Дизни је ублажио оригинални карактер Пинокија како би га учинио допадљивијим.
- Мел Бланк је позајмио глас Пинокију у радио адаптацији из 1953.
- Адаптација из 1972.
- 1996 Пинокиове авантуре — адаптација оригиналног романа.
- 2000 Мјузикл Ђепето
- Појављује се и у свим деловима Шрека као споредан лик.
- 2002 - филм Роберта Бенињија у којем је он глумио Пинокија.
- Серија Once Upon a Time (2011—)

## Занимљивости
У италијанском граду Колоди, родном месту мајке писца Карла Колодија, стоји споменик Пинокију. Као својеврсни споменик, у Колодију се може посетити и врло оригинални парк посвећен познатој дугоносој марионети. Овај необични парк је потпуно на отвореном. Ходајући у великом врту, окружени густом вегетацијом, ту се могу видети сви главни протагонисти приче: Пинокио, тиркизна вила, мачак и лисица и многи други ликови из романа.